# Canthigaster cyanospilota
Canthigaster cyanospilota is een straalvinnige vissensoort uit de familie van de kogelvissen (Tetraodontidae). De wetenschappelijke naam van de soort is voor het eerst geldig gepubliceerd in 2008 door Randall, Williams & Rocha.